# Pediaspis aceris
Кленовая орехотворка (лат. Pediaspis aceris) — единственный вид орехотворок в составе рода Pediaspis, монотипичного таксона подсемейства Pediaspidinae (семейство Diplolepididae). Жизненный цикл связан с различными видами клёнов.
Видовое название вида Pediaspis aceris образовано от латинского названия кормового растения, с которым связан жизненный цикл орехотворки — клёна (Acer).
Как у многих орехотворок, жизненный цикл Pediaspis aceris включает чередование двуполого и агамного поколений. , особи которых различаются по внешнему строению. Наиболее заметное отличие — более крупные размеры тела у агамного поколения.

### Двуполое поколение
Длина тела 2,3–2,7 мм. Общая окраска буровато-красная, задняя часть брюшка тёмно-коричневая. Голова (преимущественно) и среднеспинка (мезонотум) гладкие, блестящие, с редким опушением. Усики у самцов состоят из 15 члеников, у самок — из 14. Щиток в передней части лишён пунктировки.

### Агамное поколение
Крупнее двуполого: длина 3,4–3,8 мм. Окраска тела красновато-коричневая с тёмными участками; передняя часть брюшка светлее задней. Голова и среднеспинка густо опушены; среднеспинка полностью без пунктировки. Голова частично гладкая, частично с мелкозернистой пунктировкой. Щиток в передней части также без пунктировки. Усики состоят из 15–16 хорошо различимых члеников.
Особи двуполого поколения Pediaspis aceris развивается в галлах, образованных на листьях (обычно в районах жилок), черешках, коре молодых ветвей и цветках (плодах) различных видов клёнов. Галлы имеют округлую форму, крупные, в диаметре 6-10 мм, без опушения, блестящие. Обычно галлы встречаются в виде скоплений. Иногда из-за огромного множества формирующихся галлов развитие листа не происходит, в результате образуется "гроздь" из галлов на черешке. Если галл развивается на листовой пластинке, то обычно тот располагается с нижней её стороны. Галл состоит из одной камеры, внутри которой развивается одна личинка. Камера занимает большое пространство в центре, стенки тонкие. Молодые галлы имеют зеленоватую окраску, по мере созревания приобретая красноватый (иногда очень насыщенного оттенка) или желтоватый цвет. Вылупление двуполого поколения обычно происходит в июле того же года, когда и были сформированы галлы. После этого галл становится более тёмным. Таким образом, развитие двуполого поколения занимает 3-4 месяца.
После спаривания самки двуполого поколения начинают откладывать яйца, погружаясь под землю через различные отверстия в рыхлой почве рядом со стволами клёна. Яйца откладываются на небольшие боковые корешки. Лёт длится до сентября-октября.
В результате на небольших корешках клёна образуются галлы округлой или неправильной формы, часто в скоплениях. Размер галлов - 6-10 мм. Галлы однокамерные, внутри развивается одна личинка. Стенки галлов деревянистые, тонкостенные, буроватого цвета.
Условия зимовки у агамных особей Pediaspis aceris точно не установлены. Развитие личинок агамного поколения длится 2 года. На третий год весной происходит лёт агамного поколения. Самки откладывают яйца внутрь генеративных и вегетативных почек с образованием галлов, внутри которых будет происходить развитие особей двуполого поколения.
В качестве кормовых растений Pediaspis aceris были отмечены следующие виды клёнов: Acer pseudoplatanus, Acer platanoides, Acer monspessulanum, Acer opalus, Acer hyrcanum.

### Инквилинизм
Галлы, в которых развивается двуполое поколение Pediaspis aceris, могут подвергаться заселению специализированным хальцидоидом-эвлофидом Dichatomus acerinus. В результате заселения галл хозяина деформируется - приобретает неправильную форму, увеличивается в размерах, иногда на оболочке с внешней стороны образуются конические наросты. Стенки галла разрастаются, галл становится плотнее, внутри образуются отдельные ячейки (до 30 штук). В каждой из ячеек развивается одна личинка хальцидоида. В данном случае личинка Pediaspis acerinus может погибнуть в виду конкуренции за пищу. Интересно, что галлы Pediaspis acerinus, поражённые Dichatomus acerinus привлекают другого инквилина - долгоносика Curculio vicetinus. Это может быть связано с увеличением объёма растительных тканей внутри галла после заселения D. acerinus, служащих пищей для личинки долгоносика.

Галлы Pediaspis aceris могут заселяться личинками других видов насекомых. Среди них:
Chalcidoidea
- Семейство Eulophidae: Dichatomus acerinus

Curculionoidea
- Семейство Curculionidae: Curculio vicetinus

Sciaroidea
- Семейство Cecidomyiidae: Clinodiplosis cilicrus (заселяет опустевшие галлы), Lauthia acerina (заселяет галлы вместе хозяином)

### Паразитизм
Среди паразитоидов Pediaspis aceris отмечены: 
Chalcidoidea
- Семейство Eulophidae: Aprostocetus aethiops, Aulogymnus aceris, Dichatomus acerinus,
- Семейство Eurytomidae: Eurytoma pediaspisi, Sycophila iracemae
- Семейство Pteromalidae: Cecidolampa barbotini, Cecidostiba docimus, Mesopolobus sericeus
- Семейство Torymidae: Torymus chloromerus, Torymus longicalcar
- Семейство Eupelmidae: Eupelmus splendens, Eupelmus urozonus, Reikosiella hungarica

Ichneumonoidea (точно не установлено)
- Семейство Ichneumonidae: Scambus buolianae?

Pediaspis aceris распространён на территории Западной и Южной Европы. Существуют упоминания находок на территории Восточной Европы (в том числе и России). С 2017 года вид был зафиксирован на территории Турции, где его галлы были впервые обнаружен на листе Acer hyrcanum, что расширяет список видов рода Клён, входящих в его кормовую базу. 